# شاحذی (روستا)
 شاحذی  به عربی ( الشَاحذی )، روستایی است در دهستان عرقوب از توابع استان مَحویت در کشور یمن در شبه جزیره عربستان.

## جمعیت
جمعیت آن (۷۰ ) نفر (۶ خانوار) می‌باشد.